# 富士X100
富士X100，全称富士胶片 FinePix X100，是一款具备APS-C幅面传感器的固定镜头数码相机，由富士公司于2011年推出。
2013年推出了其升级版富士胶片 X100S。

## 概述
X100为一台固定镜头数码相机，等效35mm焦距，定位于有一定基础的用户，相对而言不适合入门级消费者使用。因为具备较大的感光元件与较高的定位，亦被归入数码类单眼相机。
外观为银色与黑色配色，看起来颇为复古，类似70年代左右的135相机造型。之后富士胶片也推出了全黑色款的限量版机身。

## 参数与功能

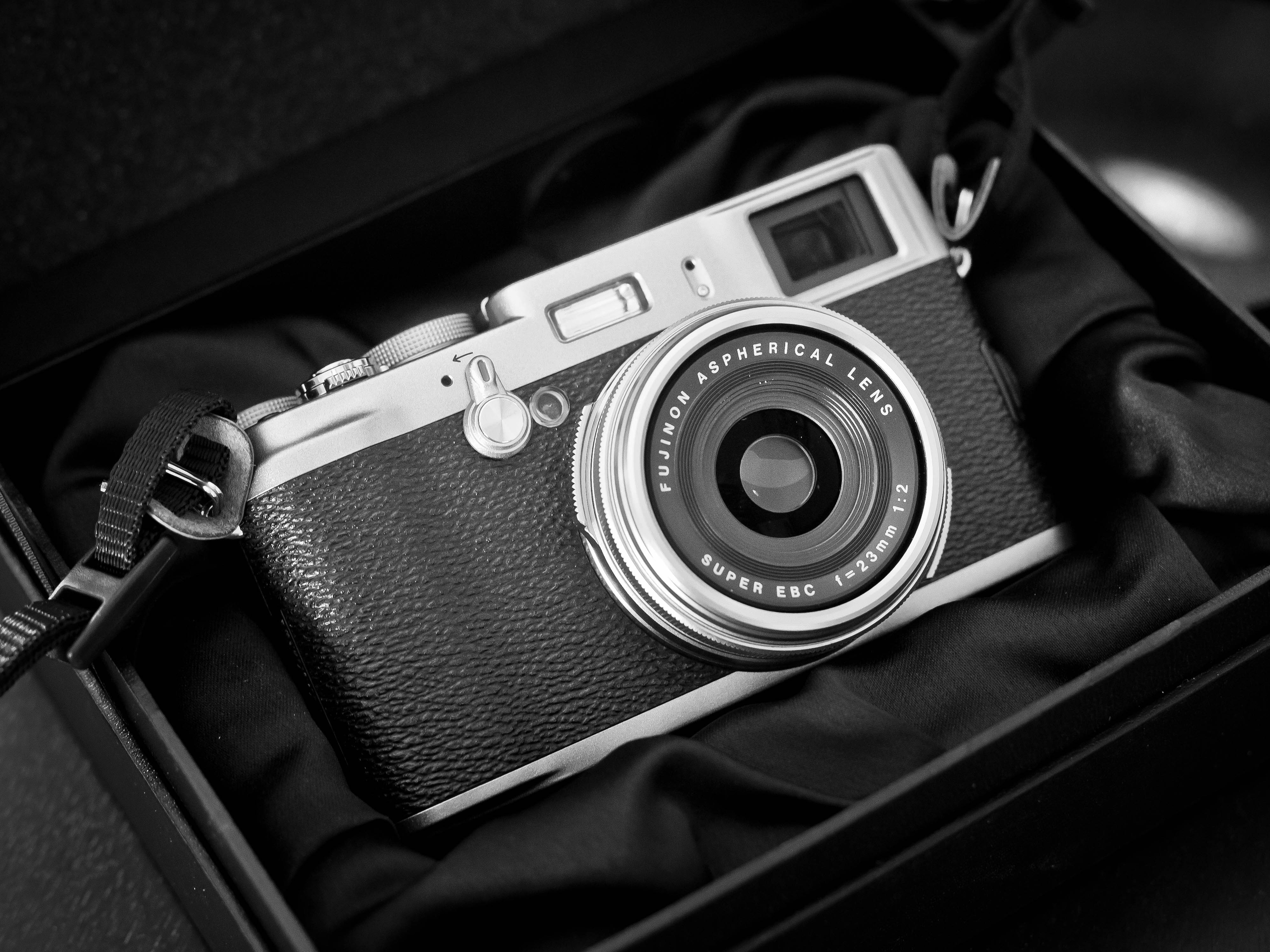
X100具备一枚不可更换富士龙镜头，前面板有OVF/EVF切换拨杆。

X100采用APS-C幅面的cmos传感器，具备1200万像素，一颗不可更换的23mm镜头带来等效135幅面的35mm视角。
整体体积控制在126.5 × 74.4 × 53.9 mm，属于紧凑型设计。

### 23mm镜头与镜间快门
X100上的23mm镜头为重新开发，镜头后镜片组与传感器之间的距离仅 5.6mm，具备全开F2的光圈值。镜头内部还集成了ND镜，具备3档减光效果。
镜间快门也集成在这枚镜头内部，提供最高1/4000s快门速度。这样的快门设计使得拍摄时声音较为轻柔，震动较小。而在配合闪光灯使用时，可以获得很高的同步速度

### 混合式取景器
富士公司并没有简单地采用光学取景器或电子取景器，而是专门新开发了一套混合式取景器。
该取景器具备15mm眼点，0.5倍放大率，同时可以在OVF和EVF状态中进行切换，电子取景器状态下约144万像素。就目前而言，光学或电子取景器都存在一定的缺陷，而X100上的混合式取景装置至少允许用户在两者之间进行切换，满足不同的拍摄需求。
混合式取景器也在可换镜头的富士胶片 X-Pro1和后续机型富士胶片 X100S上出现。

## 相关附件
富士胶片也为这款产品提供了可选购的功能和装饰性附件，第三方厂家也有参与提供。
镜头转接
- 镜头遮光罩 LH-X100
- 附加镜 WCL-X100，安装之后可以为X100提供等效的28mm视角
- 附加镜 TCL-X100，安装之后可以为X100提供等效的50mm视角
- 转接环 AR-X100

热靴闪光灯
- 闪光灯 EF-42
- 闪光灯 EF-20
- 闪光灯 EF-X20

包
- 皮革包 LC-X100

以上产品不少可以与后续产品X100S兼容互换使用。